# Alois Muna
Alois Muna, también Alois Můňa (Lysice , 23 de febrero de 1886 – Kladno, 2 de agosto de 1943), fue un político checoslovaco. Fue uno de los fundadores y  Secretario general interino del Partido Comunista de Checoslovaquia de 1925 a 1929. 

## Biografía
Muna era sastre de profesión. Incluso antes de la Primera Guerra Mundial, estuvo involucrado políticamente en el Partido Obrero Socialdemócrata Checoslovaco . Durante la guerra, fue alistado para luchar en el Frente Oriental y en el cautiverio ruso fue influenciado por la ideología bolchevique. Se convirtió en representante del movimiento comunista entre los checoslovacos en Rusia (Partido Comunista Checoslovaco en Rusia) y en un oponente de las Legiones Checoslovacas. Desde 1919 vivió en Checoslovaquia y ayudó a organizar el ala izquierda de la socialdemocracia, que luego se independizó como Partido Comunista de Checoslovaquia. De 1922 a 1924 fue presidente del comité ejecutivo del Partido Comunista de la República Checoslovaca. 
Fue delegado al IV Congreso de la Internacional Comunista en noviembre de 1922 , donde fue elegido candidato al Comité Ejecutivo.
En las elecciones parlamentarias de 1925 obtuvo un escaño en la Asamblea Nacional por el Partido Comunista de la República Checa. En 1929 , fue destituido del poder en relación con el ascenso de un grupo de jóvenes comunistas radicales (los llamados Karlín Boys), que acompañaron a Klement Gottwald en el liderazgo del Partido Comunista de Checoslovaquia. En junio de 1929, abandonó el Partido Comunista de Checoslovaquia (o más bien fue expulsado de él) y se convirtió en miembro de un nuevo grupo parlamentario en el parlamento llamado Partido Comunista de Checoslovaquia (Leninistas).  En 1930 regresó a los socialdemócratas. 

## Ennlaces externos
- Esta obra contiene una traducción  derivada de «Alois Muna» de Wikipedia en checo, publicada por sus editores bajo la Licencia de documentación libre de GNU y la Licencia Creative Commons Atribución-CompartirIgual 4.0 Internacional.

- Datos: Q4307065